# Encomienda

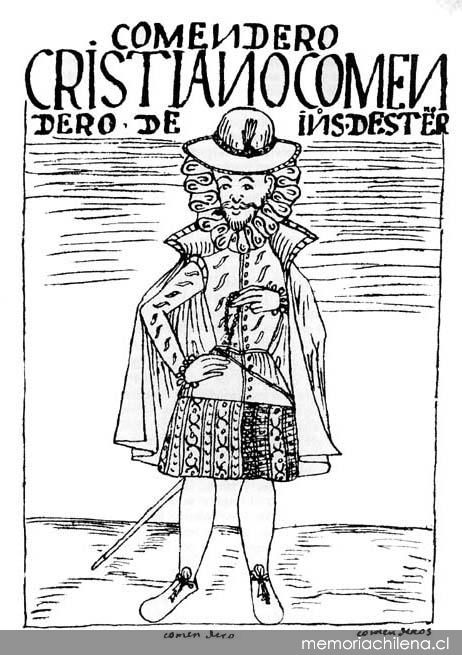
Encomendero ca. 1615
Nueva crónica y buen gobierno
Felipe Guamán Poma de Ayala

Die Encomienda war eine Form der Arbeitsorganisation und der Abgabenleistung in den von Kastilien bzw. Spanien eroberten Ländern Amerikas und Asiens. Die Encomienda war eine Leistung, die die indigene Bevölkerung der eroberten Länder der Krone schuldete. Sie wurde durch Arbeitsleistung oder Zahlungen erbracht. Die Krone trat ihre Rechte aus der Encomienda als Entschädigung für z. B. bei der Eroberung geleistete Dienste an die Encomenderos ab. Die Encomienda wurde hauptsächlich als Mittel zur Ausbeutung der indigenen Bevölkerung genutzt. Die Begriffe Encomienda und Repartimiento wurden synonym gebraucht.

## Bezeichnungen
Der Begriff Repartimiento (spanisch für Aufteilung) oder genauer Repartimiento de indios bezeichnete am Anfang der Kolonisation Lateinamerikas das System der Zuteilung der indigenen Bevölkerung als Arbeitskräfte der Kolonisatoren. Später wurde weitgehend der eher euphemistische Begriff Encomienda (spanisch für anvertrauen) verwendet, um hier das Verhältnis der Encomenderos (Kolonisatoren) zu den Encomendados (indigene Bevölkerung) positiver erscheinen zu lassen. Bis etwa 1542 bestand vorwiegend die Encomienda de servicios, bei der von der indigenen Bevölkerung Arbeitsleistungen zu erbringen waren. Später wurde diese Art von der Encomienda de tributo abgelöst, bei der den Encomenderos eine festgelegte Zahlung der Encomendados zustand.

## Allgemeine Verbreitung
Die Encomenderos waren zu einem großen Teil Konquistadoren, die durch die Encomienda für ihre während der Eroberung geleisteten Dienste entlohnt werden sollten. In Ausnahmefällen wurden auch Angehörige des einheimischen Adels bedacht. Ein Encomendero konnte mehrere Encomiendas haben. Bis zum Verbot durch die Leyes Nuevas im Jahr 1542 konnten auch Vertreter der Krone, Geistliche, Klöster, Krankenhäuser und Bruderschaften Besitzer von Encomiendas sein. Die Anzahl der Encomendados einer Encomienda schwankte zwischen etwa 30 und 3.000. In den Leyes de Burgos wurde 1512 eine Obergrenze von einhundertfünfzig und eine Untergrenze von vierzig festgelegt. In Absatz 28 der Leyes Nuevas aus dem Jahr 1542 wurden übermäßig große Encomiendas verboten, ohne genaue Angaben zu machen, was als „übermäßig“ anzusehen sei. Die Encomendados arbeiteten zu einem überwiegenden Teil in den Bergwerken bei der Gold-, Silber- und Quecksilbergewinnung. In den Leyes de Burgos wurde festgelegt, dass der Encomendero wenigstens ein Drittel seiner Encomendados in den Bergwerken zu beschäftigen hatte.
Für die indigene Bevölkerung, die in den Gold- und Silberminen, auf den Plantagen und Zuckerfabriken oder beim Perlentauchen eingesetzt wurde, bedeutete diese Arbeit die hemmungslose Ausbeutung ihrer Arbeitskraft, verbunden mit unmenschlichen und gesundheitsschädigenden Arbeitsbedingungen. Viele Encomenderos vernachlässigten ihre Pflichten im Bezug auf Ernährung, Kleidung, Wohnungen und religiöse Unterweisung. Encomendados wurden bestraft, wenn sie die von ihnen erwarteten Leistungen nicht erbringen konnten.

## Chronologische Entwicklung

### Encomienda im Mittelalter
Im Spätmittelalter gab es auf der Iberische Halbinsel ein System der „Encomienda“. Die Könige von Kastilien hatten durch Eroberungen (Reconquista) ihr Herrschaftsgebiet vergrößert. Um die Wiederbevölkerung der Territorien zu fördern, vertrauten sie diese Gebiete Adeligen an, die an der Eroberung teilgenommen hatten. Die „Encomienda“ bestand in einer Abtretung des Nutzungsrechtes eines Gebietes, eines Ortes, einer Burg oder bestimmter Güter durch den König, durch einen Magnaten, durch ein Kloster oder durch einen Militärorden an einen Adeligen oder Ritter. Die Abtretung wurde in commendam (im Vertrauen) getätigt. Die Aufgabe dieser als „Encomenderos“ bezeichneten Personen war es, die ihnen anvertrauten Gebieten zu beschützen und zu verteidigen. Sie erhielten dafür die wirtschaftlichen Erträge der Gebiete und der Orte die unter ihrem Schutz standen. Diese Anvertrauung konnte einen festgelegten Zeitraum oder lebenslang dauern.
Ein Unterschied zwischen der mittelalterlichen Encomienda in Kastilien und der neuen Encomienda in Amerika bestand darin, dass der Anspruch der neuen Encomenderos sich nicht auf den Landbesitz erstreckte. Dieser konnte zusätzlich, unabhängig von der Encomienda, gewährt werden. Häufig ging das Land der Encomendados ohne jeden Rechtsanspruch durch widerrechtliche Besitzergreifung auf den Encomendero über. Ein weiterer Unterschied bestand darin, dass durch die Encomienda in Amerika kein persönliches Vasallenverhältnis geschaffen wurde. Die Encomendados erbrachten ihre Leistungen dem König als ihrem Herren. Der leitete sie dann an die Encomenderos weiter.

### Anordnung des Arbeitszwangs durch Königin Isabella
In den neu eroberten Gebieten Amerikas war die Schaffung eines funktionierenden Wirtschaftssystems und einer Gesellschaft nach europäischem Vorbild nur durch den Einsatz der Arbeitskraft der indigenen Bevölkerung möglich. Als freie Untertanen der Krone von Kastilien sollten sich die Indios als Lohnarbeiter in den Wirtschaftsprozess eingliedern. Dazu waren sie aber nicht bereit. Daher sollte nach dem Willen der Eroberer die Zivilisierung und Christianisierung der Indios durch die zwangsweise Gewöhnung an eine Arbeitsordnung erreicht werden. Im Jahr 1503 erließ Königin Isabella eine Anordnung (real provisión), in der sie ihren Willen zum Ausdruck brachte, dass die Indios zum christlichen Glauben bekehrt werden und deswegen engen Umgang mit Christen haben sollten. Sie sollten dazu beitragen, dass das Land bebaut und die Reichtümer erschlossen würden. Durch das Dokument wurde der Arbeitszwang für die indigene Bevölkerung gestattet, wenn dafür eine angemessene Entlohnung gezahlt würde. Ausdrücklich gebot die Königin, dass die arbeitsverpflichteten Eingeborenen als „freie Personen“ und nicht als „Leibeigene“ zu behandeln seien. Die Encomenderos waren verpflichtet, für die religiöse Unterrichtung der ihnen anvertrauten Encomendados zu sorgen, ihre Arbeit gerecht zu entlohnen, ihnen eine angemessene Unterkunft und Versorgung mit Lebensmitteln zu gewähren und sie gegen Angriffe von außen zu schützen.

### Erste Encomiendas auf der Insel La Española
Auf dieser Grundlage führte der damalige Gouverneur (gobernador) der kastilischen Kolonien in Amerika, Nicolás de Ovando, zwischen 1503 und 1505 die ersten „Repartimientos“ eines Teils der indigenen Bevölkerung der Insel La Española durch. Er führte den Begriff „Encomienda“ ein, um die Beziehungen zwischen der indigenen Bevölkerung und den Spaniern zu definieren. Bei diesen ersten Repartimientos gab es kaum Vorgaben. Alle Regelungen hingen von dem Gutdünken des Gouverneurs Nicolás de Ovando ab. Wichtige Fragen, wie das Recht der Weitergabe von Encomiendas durch Erbschaft, Verzicht, Schenkung oder Verkauf, waren ebenso ungeklärt wie die Frage des Grundbesitzes.
Es war üblich, dass einem Encomendero ein einheimischer Kazike mit seinen Leuten „anvertraut“ wurde. Diese waren zur Arbeitsleistung für den Encomendero in Bergwerken und Zuckerfabriken, in der Landwirtschaft und auch als Hausangestellte verpflichtet.

### Leyes de Burgos
Gegen die schlechte Behandlung der indigenen Bevölkerung setzten sich besonders die Brüder des Dominikanerordens ein. Am 21. Dezember 1511 klagte der Dominikanerbruder Antonio Montesino in einer aufsehenerregenden Adventspredigt in der Kirche von Santo Domingo auf der Insel La Española das System der Repartimientos an. Die schlechte Behandlung, die die Indios von Seiten vieler Encomenderos erlitten, würde, wenn sich ihre Situation nicht bessere, zur Auslöschung der indigenen Bevölkerung führen. Er verlangte von den Encomenderos, dass sie ihre Encomendados freilassen sollten und drohte ihnen an, dass er, falls sie das nicht täten, ihnen bei der Beichte die Lossprechung verweigern werde. Die Anklage, die Montesino in seiner berühmten Predigt erhob war eine Doppelte: Einerseits griff er das System der Encomienda an und beklagte die Ungerechtigkeit gegenüber den Indios. Auf der anderen Seite stellt er die Rechtmäßigkeit der Herrschaftsansprüche der Krone von Kastilien über die Neue Welt in Frage.
Angesichts der ausgelösten Kontroverse berief König Ferdinand die Versammlung von Burgos (Junta de Burgos) ein. Erfahrene Theologen und Juristen sollten diese umstrittene Angelegenheit untersuchen und dazu Stellung nehmen. Das Ergebnis der Beratungen bildete die Grundlage der Leyes de Burgos vom 27. Dezember 1512. Diese Gesetze gelten als die ersten Regelungen der Arbeitsbedingungen der indigenen Bevölkerung. Sie verbesserten, dort wo ihre Anwendung durchgesetzt werden konnte, die Situation der Indios. Das System der Encomiendas wurden aber beibehalten. Die Leyes de Burgos brachten nicht das Ende der missbräuchlichen Ausnutzung der Arbeitskraft der indigenen Bevölkerung. Die königlichen Beamten unternahmen kaum etwas zur Durchsetzung der Schutzrechte.

### Mexiko
Aufgrund der Erfahrungen mit dem Enconmendero-System wollte Hernán Cortés seine Konquistadores nach der Eroberung Mexikos in den Jahren von 1519 bis 1521 nicht mit der Zuteilung indianischen Arbeitskräfte entlohnen. Ihnen sollte aus den Steuereinnahmen der eroberten Länder Entschädigung und Unterhalt gewährt werden. Da diese Einnahmen nicht sofort flossen und die notwendigen Mittel nicht aus den Einkünften und Tributen der eroberten Gebiete zurückbehalten werden konnten, war Hernan Cortes „gezwungen“, seinen Leuten Indios als Arbeitskräfte zuzuteilen. Um die schlimmste Form der Grausamkeiten gegen die indigene Bevölkerung zu vermeiden, ordnete er an, dass die zugeteilten Arbeitskräfte nur im Ackerbau und in der Viehzucht beschäftigt werden durften, und verbot ausdrücklich, sie im Bergbau arbeiten zu lassen. In Spanien hatte die, besonders von Las Casas geführte Kampagne gegen das Encomienda-System Einfluss gewonnen. Kaiser Karl ordnete daher an, dass Hernán Cortés keine Repartimientos vornehme oder dulden solle. Dieser kaiserliche Erlass wurde weder bekanntgegeben noch befolgt. In einem Briefe an den Kaiser begründet Hernán Cortés seine Haltung ausführlich.

### Übergang zur „Encomienda de tributo“
Durch den königlichen Erlass vom 26. Mai 1536 an den Vizekönig von Neuspanien wurde die „Encomienda de servicio“ durch die „Encomienda de tributo“ ersetzt. Konquistadoren und anderen verdienten Siedlern wurden nicht mehr Indios als Arbeitskräfte zugeteilt. Stattdessen wurden ihnen die Steuern eines bestimmten Bezirks, die dem König zustanden, abgetreten. Der Encomendero übernahm dafür die Verpflichtung, die Indianer seines Tributbezirkes zu schützen und zugleich für ihre kirchliche Betreuung zu sorgen, wie er andererseits militärische Dienste zu leisten hatte. Er erhielt aber nicht die Gerichtsbarkeit oder sonstige Hoheitsrechte über die indigene Bevölkerung seiner Encomienda.
In demselben Jahre sollte diese Encomienda auch in Peru eingeführt werden. Die Encomienda wurde zunächst auf Lebenszeit und für den nächsten Erben verliehen und fiel nach dessen Tod wieder an die Krone zurück. Um die Dienste der ersten Entdecker und Siedler zu belohnen und ihr Andenken zu bewahren, fand sich die Regierung bereit, die Erbfolge der Encomiendas für ein drittes und ein viertes Leben stillschweigend zu dulden.

### Leyes Nuevas
Die Leyes Nuevas, die Kaiser Karl im Jahr 1542 erließ, regelten eine ganze Reihe von Angelegenheiten der Verwaltung der überseeischen Gebiete. Dabei wurde u. a. festgelegt, dass die Encomiendas nicht vererbt werden sollten. Diese Regelung führte zu einem Aufstand der Encomenderos in Peru, der nach militärischen Auseinandersetzungen und der Rücknahme der Vorschriften über die Vererbbarkeit im Jahr 1548 niedergeschlagen werden konnte.

### Entwicklung nach 1548
Obwohl ein Königlicher Erlass aus dem Jahr 1549 vorschrieb, dass die Tributzahlungen der Encomendados nicht in persönliche Arbeitsleistungen umgewandelt werden durften, bestand die „Encomienda de servicios“ in vielen Gebieten bis in das 17. Jahrhundert. Nach der Einrichtung der Silberminen von Potosí brachten viele Encomenderos ihre Encomendados in das Hochland. Dort zwangen sie sie zur Arbeit im Silberbergbau.
Im 18. Jahrhundert hatte sich die Institution der Encomienda überlebt. Die Zahl der Encomendados und der Encomiendas hatte sich erheblich verringert. König Philipp V. erließ am 12. Juli 1720 das Gesetz über die Abschaffung der Encomiendas.